# Elderen (Limbourg)
Pour les articles homonymes, voir Elderen.

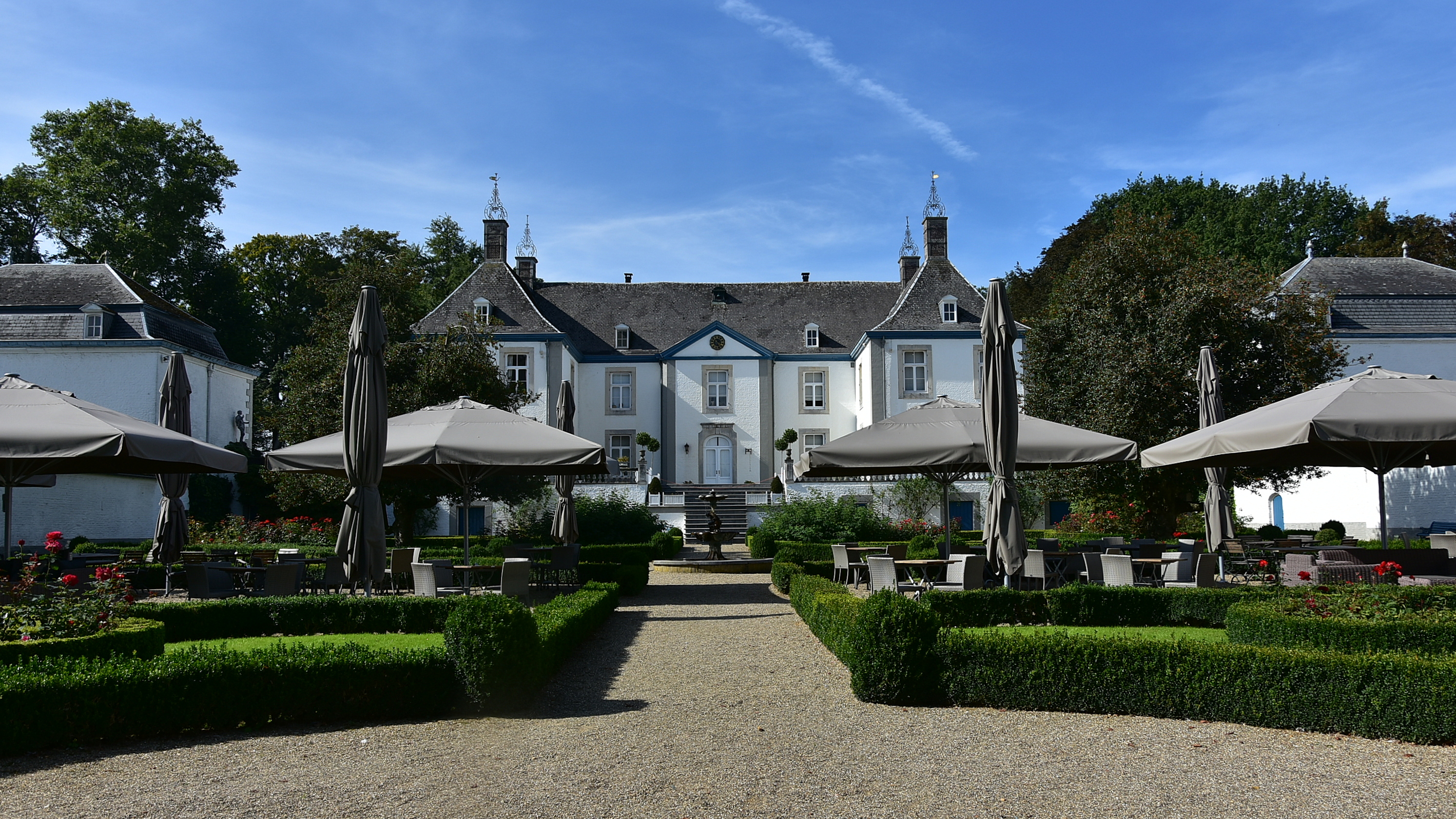
Château d'Elderen

Elderen est une ancienne commune au sud de la province belge du Limbourg.
La commune d' Elderen a été fondée en 1971 et se composait des sections de 's Herenelderen, Genoelselderen et Membruggen et des hameaux de Petit-Membruggen de Grand-Spauwen et Ketsingen de Berg. En 1977, la commune était déjà dissoute; 's Herenelderen et Ketsingen ont été intégrés à Tongres tandis que Genoelselderen, Membruggen et Petit-Membruggen ont été intégrés à Riemst.
Elderen était aussi le nom néerlandais de la ville wallonne voisine d'Odeur. Le nom Elderen vient du domaine Elder ou Aldor, qui était un alleu puis plus tard une seigneurie du comté de Looz.